# Сериков, Никанор Иванович
Никанор Иванович Сериков (1896 — ?) — председатель колхозов, Шебекинского райисполкома (1938—1940), агроном

; депутат Верховного Совета СССР 1-го созыва.

## Биография
Родился в 1896 г. в селе Новая Таволжанка (в настоящее время — Шебекинский район Белгородской области).
В 1930-х г. работал председателем колхозов «День урожая», «Веселая жизнь» (с. Маломихайловка).
В декабре 1937 года избран депутатом Верховного Совета СССР.
С 1938 года — председатель Шебекинского райисполкома. Ходатайствовал о присвоении рабочему посёлку Шебекино городского статуса, что и было исполнено указом Президиума Верховного Совета РСФСР от 28 декабря 1938 г.
В 1940 г. окончил Курский сельскохозяйственный техникум, после чего работал старшим агрономом.
В 1943-1946 гг. директор Шебекинского сахарного завода «Профинтерн», в 1946—1950 гг. — управляющий Дмитриевским отделением по выращиванию сахарной свеклы, в 1950—1957 гг. — директор райпотребсоюза.
С 1957 г. на пенсии, какое-то время работал в спецхозе « Заря».
Награждён орденом Ленина (1936) и Большой серебряной медалью ВСХВ.